# Betty Heukels
Elisabeth ("Betty") Anna Wouda-Heukels (Rotterdam, 25 februari 1942) is een voormalige Nederlandse zwemster. Ze nam eenmaal deel aan de Olympische Spelen, maar behaalde hierbij geen medailles.
In 1964 nam ze op 22-jarige leeftijd deel aan de Olympische Spelen van Tokio. Ze vertegenwoordigde Nederland bij het zwemmen op de 400 m wisselslag. De wedstrijden vonden plaats in het National Gymnasium. Met een tijd van 5.32,4 in de eerste ronde plaatste ze zich voor de finale. Daar behaalde ze zesde plaats in 5.30,3. De wedstrijd werd gewonnen door Donna de Varona met een verbetering van het olympisch record tot 5.18,7.
In haar actieve tijd was ze aangesloten bij PSV. Ze is getrouwd met voormalig waterpolospeler Hans Wouda, die voor Nederland uitkwam op de Olympische Zomerspelen 1968 en de Olympische Zomerspelen 1972.